# Super Mario Party Jamboree
Super Mario Party Jamboree  é um party game desenvolvido pela Nintendo Cube e publicado pela Nintendo para o Nintendo Switch. É o décimo terceiro jogo para console na série Mario Party, o terceiro no Nintendo Switch e o sucessor de Super Mario Party.
Assim como a maioria dos jogos da série Mario Party, o jogo apresenta jogadores, humanos ou controlados por computador, usando personagens da franquia Mario para competir em um jogo de tabuleiro com minijogos após cada turno. O jogo apresenta um modo de missão para um jogador  bem como vários outros modos de jogo, alguns dos quais exigem o uso de controles de movimento  Normalmente, até quatro jogadores humanos podem competir por vez, mas dependendo do modo de jogo, até vinte jogadores humanos podem competir modo multijogador online.
Super Mario Party Jamboree teve recepção foi "predominantemente positiva", com muitos elogiando-o como o melhor jogo da série até o momento devido à variedade de novos modos, personagens e tabuleiros para escolher. Uma versão do jogo para o Nintendo Switch 2, com melhorias gráficas, novos modos de jogo e minijogos, foi lançada em 24 de julho de 2025.

## Jogabilidade
Super Mario Party Jamboree reintroduz o uso de um controle Joy-Con na jogabilidade, com outros jogadores precisando de controles adicionais para o modo multijogador . O jogo conta com vinte e dois personagens jogáveis ( Mario, Luigi, Yoshi, Peach, Daisy, Rosalina, Wario, Waluigi, Donkey Kong, Birdo, Bowser, Bowser Jr., Goomba, Koopa Troopa, Shy Guy, Boo, Monty Mole, Toad, Toadette, Spike e os novatos Ninji e Pauline . ) o que o torna o maior elenco de personagens jogáveis da série Mario Party . Esses personagens podem ser controlados por jogadores humanos e também pela inteligência artificial (IA)
O modo de jogo Mario Party é praticamente igual aos outros jogos da série, com até 4 personagens jogáveis navegando por turnos nos tabuleiros antes de jogarem um minijogo. A maioria dos minijogos usam controles de movimento, entretanto, é possível desligar os minijogos de movimento para permitir minijogos com controle de botões.
Aliados (chamados de " Dupla Jamboree" nesta iteração) também aparecem; eles aparecem em um local aleatório no tabuleiro e, quando um jogador os alcança, um minijogo de Desafio pode ser jogado para ver com qual jogador a dupla se juntará. Cada Dupla Jamboree tem uma habilidade diferente para ajudar o jogador, mas eles trocarão de jogador para qualquer outro personagem controlável que passar por eles. Outro novo recurso são as "Regras Profissionais", que alteram certas regras do jogo.

## Desenvolvimento
O Super Mario Party Jamboree foi anunciado durante o Nintendo Direct de 18 de junho de 2024. Descrito como "o maior Mario Party já feito", a apresentação anunciou mais de 110 minijogos, sete tabuleiros (incluindo o Castelo Arco-Íris do Mario e a Terra Ocidental, que apareceram anteriormente em Mario Party e Mario Party 2, respectivamente) e trinta e sete itens. Também foi introduzido o  "Bowserathlon" que é um novo modo online de 20 jogadores. Outro anúncio foi o modo online para oito jogadores chamado "Brigada anti-Bowser".

### Nintendo Switch 2 Edition
Em 2 de abril de 2025, durante uma Nintendo Direct, Super Mario Party Jamboree foi anunciado como tendo uma port atualizado no Nintendo Switch 2. O relançamento inclui gráficos e taxa de quadros aprimorados e novos modos que utilizam controles de mouse, reconhecimento de movimento de corpo inteiro por meio da câmera do Nintendo Switch 2 e do microfone embutido no próprio console. O lançamento está previsto para 24 de julho de 2025.

## Recepção
Super Mario Party Jamboree recebeu críticas "predominantemente favoráveis" dos críticos, de acordo com o site de agregação de análises Metacritic, e é atualmente o jogo Mario Party com melhor classificação no site.  Logan Plant da IGN elogiou o jogo como "uma continuação incrível de Mario Party Superstars e facilmente um dos melhores jogos da série".  PJ O'Reilly da Nintendo Life também elogiou Super Mario Party Jamboree como "o melhor Mario Party até hoje".  Ozzie Mejia, do Shacknews, concordou que o jogo é "uma das entradas mais bem feitas da série até agora".  Escrevendo para o GameSpot, Dan Ryckert elogiou os tabuleiros do jogo, embora tenha criticado alguns dos modos de jogo e minijogos.  Em uma análise mais crítica, Katharine Castle da Eurogamer, escreveu que Super Mario Party Jamboree "tem o azar de não ser muito divertido e confunde a volatilidade do acaso e do imprevisto com a mesma coisa que a satisfação competitiva que vem de jogar bem um bom jogo".